# Saint-Jean-Mirabel
Saint-Jean-Mirabel é uma comuna francesa na região administrativa de Occitânia, no departamento de Lot. Estende-se por uma área de 9,2 km². Em 2010 a comuna tinha 260 habitantes (densidade: 28,3 hab./km²).